# Matejkiszki (rejon ignaliński)
Matejkiszki (lit. Mateikiškė) – wieś na Litwie, w okręgu uciańskim, w rejonie ignalińskim, w starostwie Rymszany.

## Historia
W czasach zaborów wieś leżała w granicach Imperium Rosyjskiego.
W dwudziestoleciu międzywojennym wieś leżała w Polsce, w województwie nowogródzkim (od 1926 w województwie wileńskim), w powiecie brasławskim, w gminie Widze.
Według Powszechnego Spisu Ludności z 1921 roku zamieszkiwało tu 55 osób, wszystkie były wyznania rzymskokatolickiego i zadeklarowały polską przynależność narodową. Było tu 12 budynków mieszkalnych. W 1931 w 11 domach zamieszkiwały 52 osoby.
Miejscowość należała do parafii rzymskokatolickiej w Widzach. Podlegała pod Sąd Grodzki w m. Turmont i Okręgowy w Wilnie; właściwy urząd pocztowy mieścił się w m. Widze.